# Клан Мијоши
Клан Мијоши био је истакнута јапанска племићка породица пореклом из провинције Ава (на острву Шикоку) која је током периода Сенгоку (1467-1600) неко време доминирала Кјотом и политиком шогуна из династије Ашикага.

## Истакнути чланови
- Мијоши Нагајоши (познат и под именом Чокеи или Норинага, 1523-1564), најистакнутији члан породице. Ратник из провинције Ава на Шикокуу који је први пут повео војску на Кјото 1539. године, у наредне две деценије успео је да успешно прође заиста спектакуларну каријеру. Фазе његовог напретка, обележене издајама колико и јуначким делима, довеле су путем свргавања Нагајошијевих претпостављених, породица Хосокава и Хатакајама, до успостављања његовог доминантног утицаја у провинцијама Ава, Сануки и Аваџи као и над „Пет матичних провинција“ (Кинај), - Јамаширо, Јамато, Кавачи, Сецу и Изуми.[4]
- Мацунага Хисахиде (1510-1577), особа неизвесног порекла, ушао је у Мијошијеву службу око 1541. Прво се претворио у Нагајошијеву неизоставну десну руку. На крају је узурпирао власт свог господара. Мацунага је остао номинално подређен Мијошију и подржавао је његове кампање. Али до 1560. године, када је језуитски мисионар Гаспар Вилела први пут ступио у контакт са ова два типична узурпатора из периода Сенгоку, Хисахиде је постао доминантан у региону Кинај. Вилела је упознао Нагајошија рано 1560. и добио од њега патент привилегија сличан јавном обавештењу које је издао шогун исте године.[4] Године 1563. Чокеи се сукобио око власти са Мацунагом, који му је отровао сина (1563) и брата Фујујасуа, истакнутог песника (1564).[3]
- Мијоши Јукитора (умро 1559) био је Нагајошијев брат. 1552. погубио је Хосокава Мочитаку и заузео његове поседе. Убијен је у бици.[3]
- Мијоши Јошицугу (умро 1573) био је Нагајошијев синовац и наследник. Пошто је прузео власт веома млад, у његово име кланом и шогунатом управљали су тројица његових главних вазала, такозвани Мијоши тријумвират. Године 1565. заједно са Мацунага Хисахидеом натерао је шогуна Ашикага Јошитеруа на самоубиство. 1573. стао је на страну шогуна Ашикага Јошијаки-ја против Ода Нобунаге, који га је опсео у његовом замку Вакае у провинцији Кавачи и натерао на самоубиство.[3]
- Мијоши Нагахару (убијен 1580), последњи независни господар провинције Ава на острву Шикоку, изгубио је своје поседе и живот у рату против клана Чосокабе.[5]